# Frédéric-Ulrich de Brunswick-Wolfenbüttel
Frédéric-Ulrich, né le 5 avril 1591 à Wolfenbüttel et mort le 11 août 1634 à Brunswick, issu de la dynastie des Welf (maison de Brunswick), est duc de Brunswick-Lunebourg de 1613 à sa mort. Il règne sur les principautés de Brunswick-Wolfenbüttel et de Calenberg. Souverain faible et incapable, ses sujets se trouvent à la merci de la soldatesque durant la guerre de Trente Ans.

## Biographie
Frédéric-Ulrich est le fils aîné du duc Henri-Jules de Brunswick-Wolfenbüttel et de son seconde épouse Élisabeth, fille du roi Frédéric II de Danemark. Après des études aux universités de Helmstedt et de Tübingen, ainsi qu'un Grand Tour en France et en Angleterre, Frédéric-Ulrich succède à son père en 1613. Son frère cadet Christian de Brunswick, nommé administrateur luthérien de la principauté épiscopale d'Halberstadt en 1616, devient un chef militaire.
En 1615 déjà, Frédéric-Ulrich entre en conflit avec la ville de Brunswick, peu disposée à le reconnaître comme son nouveau suzerain. au cours des prochaines années, son pays était régi par une clique toute puissante : entre 1616 et 1622, il est détrôné par sa mère Élisabeth de Danemark et son oncle, le roi Christian IV de Danemark, en raison de son penchant pour l'alcool. Le gouvernement est dirigé par le noble Anton von der Streithorst qui mène l'État à sa ruine en monnayant des pièces de monnaie en métal bon marché, entraînant l'inflation. En raison de la situation financière désastreuse de l'État, Christian IV rétablit son neveu à la tête du gouvernement. Avec l'aide de la noblesse, il parvient à redresser les finances.
En raison de l'indécision et de la faiblesse de Frédérick-Ulrich, le Brunswick est envahi lors de la guerre de Trente Ans par les forces catholiques de Tilly et Pappenheim, ainsi que par les forces protestantes de Christian IV et du roi Gustave Adolphe de Suède. Frédérick-Ulrich perd l'essentiel de ses possessions durant cette période.
Frédéric-Ulrich a été reçu par la Société des fructifiants, surnommé Der Dauerhafte (« le Durable »). À sa mort, âgé de 43 ans, la principauté de Wolfenbüttel passa à son cousin Auguste II de Brunswick-Lunebourg.

## Mariage
Le 4 septembre 1614, Frédéric-Ulrich épouse Anne-Sophie de Hohenzollern (1598-1659), fille de l'électeur Jean III Sigismond de Brandebourg. Ils n'ont pas d'enfant. Frédéric-Ulrich tente d'obtenir le divorce, mais meurt avant qu'il soit prononcé. Après sa mort, Anne-Sophie fonde l'école de « l'Anna-Sophianeum » à Schöningen.